# K6-92衝鋒槍
K6-92是一種由亞美尼亞在脫離蘇聯獨立後研製及生產的衝鋒槍。

## 歷史
亞美尼亞在獨立後一直與其鄰國阿塞拜疆爆發衝突，為了滿足亞美尼亞軍隊急需大量輕兵器的需求，亞美尼亞本土的槍械設計師便研製了一種結構簡單並易於在機械工場大量生產的衝鋒槍，這種武器是為K6-92。

## 設計
K6-92是一種採用開放式槍栓和簡單的反沖作用運作的武器，其機匣是由鋼件沖壓而成，並焊接在一起。拉機柄位於機匣頂部，保險裝置兼快慢機位於槍的左側，並在扳機護環上方。該槍能夠以半自動或全自動射擊，手槍握把為塑料製品，金屬製成的槍托為向上摺疊式。

## 軼事

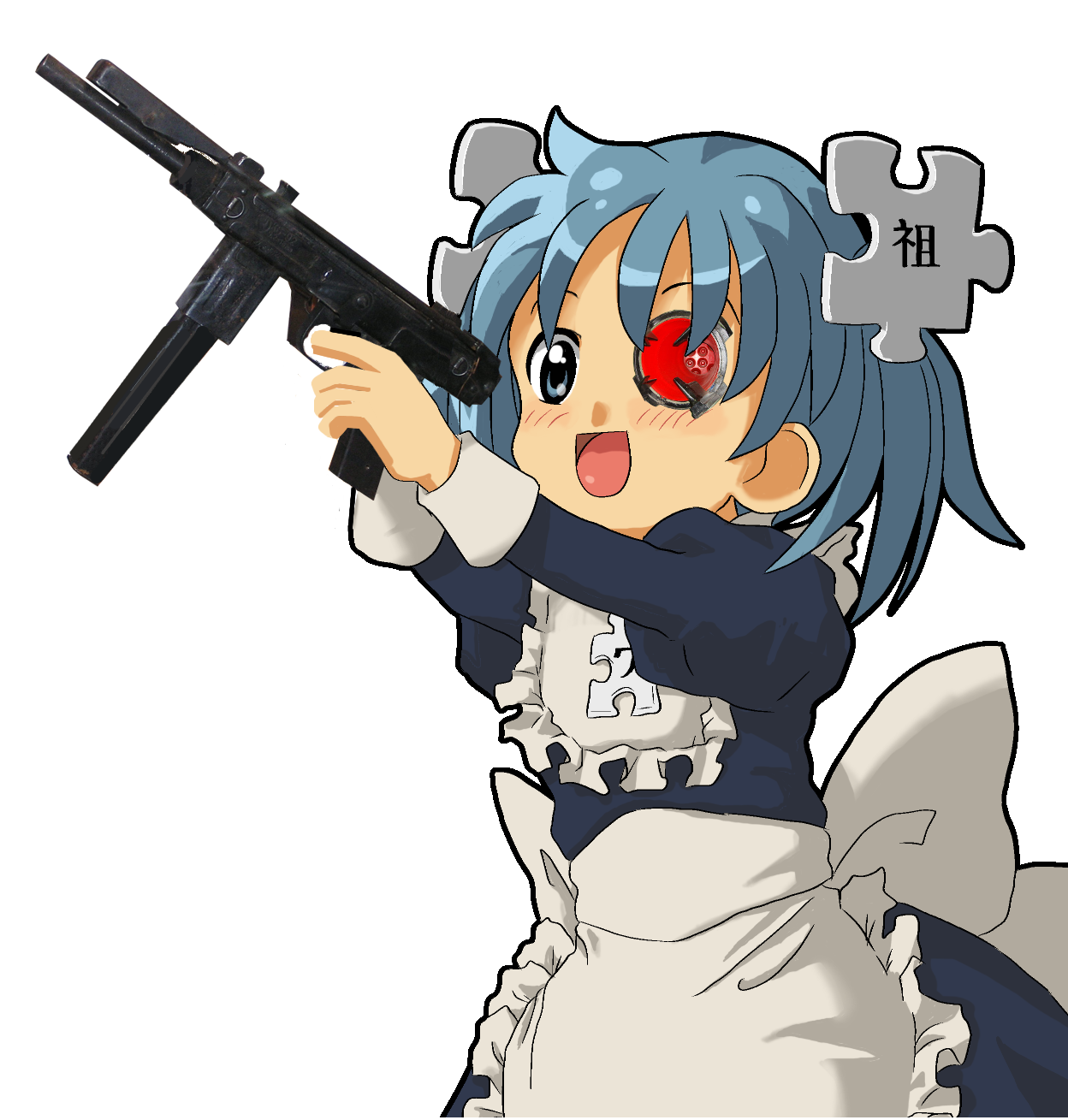
手持K6-92的維基娘

曾有大量的K6-92透過非法渠道從俄羅斯與亞美尼亞的邊境走私到車臣共和國，並落入車臣分離主義份子及伊斯蘭極端份子手中。後來車臣人更嘗試仿製K6-92（Borz衝鋒槍），但由於這些仿製型的品質太差及基於生產問題，所以生產數量並不多。
過去二十年來，大量的K6-92及其仿製型被發現用在俄羅斯和其他前蘇聯加盟共和國的暴力事件及非法武器販運等犯罪行為當中。

## 使用國
- 亞美尼亞
- 伊奇克里亞車臣共和國
- - 特種部隊單位[3]
- 乌克兰
  - 國土防衛軍車臣志願者

### 非國家團體用戶
- 車臣分離主義份子

## 外部連結
- Modern Firearms - K6-92 / Borz （页面存档备份，存于）

## 另見
- Borz衝鋒槍
- 馬可洛夫手槍
- 托卡列夫手槍